# Alejandra Pérez Lecaros
Alejandra Pérez Lecaros (Santiago, 11 de enero de 1963) es una periodista y política chilena. Fue directora ejecutiva de Canal 13 y  ministra de las Culturas, las Artes y el Patrimonio entre marzo y agosto de 2018.

## Biografía

### Familia y vida personal
Es la hermana del medio de una familia conservadora. Su padre, Alfredo Pérez Sánchez, es médico ginecólogo, creador de la maternidad del Hospital Clínico de la Pontificia Universidad Católica de Chile  y su madre, María de Los Ángeles Lecaros -que falleció en el 2014-, fue una pianista y pintora que acercó a su familia al mundo de la cultura. Ahí Alejandra aprendió a apreciar la ópera, el piano y el ballet.
Está separada desde el 2012 y tiene cuatro hijos: Rodrigo, Alejandra, Ignacio y Matías.

### Estudios
Realizó sus estudios secundarios en el Colegio Villa María. Es licenciada en comunicaciones de la Pontificia Universidad Católica de Chile (PUC), y tiene un diplomado en comunicaciones y periodismo de la Universidad de Navarra (España).

## Trayectoria profesional
Fue editora de las revistas Diners Club y Master Club (1987 y 1995) y directora de la revista Fibra de Telefónica Chile entre 2002 y 2005. Trabajó en Canal 13, donde fue gerente de Comunicaciones y Marketing (2010-2014), subdirectora ejecutiva (2014-2016), directora ejecutiva (2016) y presidenta del Directorio del canal.
En el sector público fue asesora del presidente de Codelco, José Pablo Arellano (2006-2007) y directora de Comunicaciones del Ministerio de Transportes y Telecomunicaciones, durante la gestión ministerial de René Cortázar (2007-2010), ambos cargos durante el primer gobierno de Michelle Bachelet. En 2010 fue asesora de comunicaciones de la ministra de Vivienda, Magdalena Matte, durante el primer gobierno de Sebastián Piñera.
Fue  gerente de asuntos públicos y relaciones institucionales de Telefónica CTC Chile desde 2001 al 2007, donde trabajó estrechamente con el presidente del Directorio, Bruno Philippi, y su Gerente General, Claudio Muñoz. 
Fue asesora de la  Sociedad de Fomento Fabril, Sofofa, entre 2005 y 2011 y profesora de periodismo, comunicación y estrategia de crisis en las Univeridades Finis Terrae, Gabriela Mistral, Del Desarrollo y de los Andes.
Actualmente es directora de la Corporación  Educacional Aprender, profesora en el Diplomado de Comunicación Estratégica de la Universidad de los Andes y consultora comunicacional empresarial. 

## Trayectoria política
El 11 de marzo de 2018 asumió como ministra de las Culturas, las Artes y el Patrimonio del segundo gobierno del presidente Sebastián Piñera. 
Su nombramiento trajo las críticas del senador oficialista Francisco Chahuán, quien expresó durante un consejo de Renovación Nacional en la Región de Valparaíso que Pérez debía ser sacada a patadas del Gobierno. Esto, después que Pérez pidiera la renuncia a varios funcionarios del Ministerio que eran "apadrinados" por el senador Chahuán, entre ellos su sobrino.  Tras las críticas generada por sus dichos, Chahuán pidió disculpas mediante sus redes sociales.
Dejó el cargo el 9 de agosto de 2018.